# Велиново
Велиново е село в Западна България. То се намира в община Трън, област Перник. Новото административно наименованието на селото е от 1950 г., когато село Мѝсловщица е преименувано по личното име на партизанина Велин Àнгелов от същото село.

## География
Село Велиново се намира в планински район.

## История
Старото име на селото е Мисловщица. В стари документи е записвано като: Мисловиче (Мисловица), Мисилович в 1576 г. Предполага се, че наименованието произлиза от личното име Мисло и наставката щица .

## Културни и природни забележителности
Мисловщички манастир „Успение Богородично“ – разположен е на западния бряг на Мисловщичката река преди навлизането ѝ в тясна клисура. На около 2 км от село Велиново.

## Галерия
- Къща в с. Велиново
- Къща в селото

## Личности
- Ангел Ангелов (1914 – 1980), български офицер, генерал-майор